# 高石明里
高石明里（日语：／ Takaishi Akari；2002年12月19日—），日本女演員，出身自宮崎縣。愛貝克思管理旗下藝人。

## 作品列表

### 電視劇
- （2019年10月28日－11月1日）：主演
- 秘密×戰士 幻影甜心！ 第51話（2020年3月29日，東京電視台）：飾演 高室るりえ
- 第19話（2021年8月28日，FOD）：飾演
- 第3話（2022年1月28日，東京電視台）：飾演 七条紗江
- 第8話、第10話（2022年2月26日・3月12日，東京電視台）飾演
- 據倖存的六人所述（2022年8月10日－9月14日，MBS）：飾演
- 東京的雪男（日语：東京の雪男）（2023年2月4日－3月4日，NHK教育頻道）：飾演 杉村結菜
- 墜落JK與廢人老師（2023年4月7日－6月2日，MBS）：飾演 落合扇言
  - 墜落JK與廢人老師 Lesson2（2024年6月19日－7月24日，MBS・TBS）
- （2023年4月14日－6月16日，日本電視台）：飾演 内田伸子
- 情侣酒店～秘密～（日语：ああ、ラブホテル 〜秘密〜） 第8話（2023年7月7日，WOWOW）：飾演 ミコ
- 我最糟糕的朋友（日语：わたしの一番最悪なともだち）（2023年8月21日－10月12日，NHK綜合）：飾演 鍵谷美晴（與蒔田彩珠雙主演）
- 宝宝刺客everyday（日语：ベイビーわるきゅーれ エブリデイ!）（2024年9月5日－11月21日，東京電視台）：飾演 杉本ちさと（與伊澤彩織（日语：伊澤彩織）雙主演）
- 御上先生（2025年1月19日－3月23日，TBS）：飾演 千木良遙
- 怪變（2025年下半年晨間劇，NHK綜合）：飾演 松野登紀（松野トキ）主演

### 電影
- （2017年1月21日）：飾演 ゆかり
- （2019年）：飾演 一花
- 終極校工（2021年1月29日）：飾演 莉佳
- 宝宝刺客（2021年7月30日）：飾演 ちさと（與伊澤彩織雙主演）
  - 宝宝刺客2（2023年3月24日）
  - 宝宝刺客 NICE DAYS（2024年9月27日）
- （2022年7月15日）：飾演 美咲
- （2022年8月27日）：飾演 音
- （2022年11月4日）：飾演 アカリ
- （2022年12月16日）：飾演 石岡凛
- 我的幸福婚約（2023年3月17日）：飾演 齋森香耶
- Single8（2023年3月18日）：飾演 夏美
- （2023年8月4日）：飾演 山田咲
- 睡夢中的女孩們（2024年2月9日）：飾演 吉野
- （2024年2月10日）：飾演 剱鈴
- （2024年8月9日）：飾演 杉原かさね
- （2024年11月1日）：飾演 瀬戸千春
- （2024年12月27日）：飾演 美和子
- （2025年1月31日）：飾演 御門凛奈

### 動畫電影
- 你的顏色（2024年8月30日）：飾演 作永きみ[1]
- 愉快動物餅 THE MOVIE（2025年5月1日）：飾演 天馬[2]

### 舞台劇
以あかり 名義
- CRIMINAL（2019年1月、新宿村LIVE）：飾演：鳴海空

以高石明里 名義
- （2019年6月）：飾演：岩清水
- 朗読劇「Greif〜TEGAMI〜」（2019年7月）
- 阿松 on STAGE 〜SIX MEN'S SHOW TIME 3〜（2019年11月－12月）：飾演 橋本にゃー
- 鬼滅之刃（2020年1月18日－26日 / 初演、2021年8月7日－15日 / ）：飾演 竈門禰豆子（初代）
- （2020年2月）
- Fate/Grand Order THE STAGE -冠位時間神殿所羅門-（2020年10月18日、10月24日－30日）：飾演 藤丸立香（與新里宏太飾演同一角色）
- 地縛少年花子君-The Musical-（2021年1月22日－24日、1月28日－31日）：飾演 八尋寧寧（女主角）

## 外部連結
- 經紀公司官方網站（日語）
- 高石明里的X（前Twitter）
- 高石明里的Instagram帳戶